# Championnat du Sénégal de football 2010
Navigation
Saison 2009 Saison 2011
La saison 2010 du Championnat du Sénégal de football est la quarante-septième édition de la première division au Sénégal et la troisième de l'ère professionnelle. Les dix-huit meilleures équipes du pays sont réparties en deux poules de neuf, où elles s'affrontent deux fois, à domicile et à l'extérieur. À l'issue de cette phase, le premier de chaque poule dispute la finale pour le titre tandis que les deux derniers sont relégués et remplacés par les deux meilleurs clubs de Ligue 2, afin de refaire passer le championnat à une poule unique de seize équipes.
C'est l'ASC Jaraaf qui remporte le championnat cette saison après avoir battu lors de la finale nationale l'un des clubs promus de Ligue 2, NGB ASC Niarry Tally. C'est le onzième titre de champion du Sénégal de l'histoire du club.
Seul le champion se qualifie pour la Ligue des champions de la CAF, tandis que le vainqueur de la Coupe du Sénégal obtient son billet pour la Coupe de la confédération. Enfin, le finaliste du championnat et le finaliste de la Coupe du Sénégal se qualifient pour la Coupe de l'UFOA.

## Les clubs participants
| - Renaissance sportive de Yoff - ASC Linguère - ASC Port Autonome - AS Douanes - ASC Jeanne d'Arc - ASC Saloum - US Gorée - Casa Sport - ASC Yakaar | - Compagnie sucrière sénégalaise - ASC HLM de Dakar - ASC Diaraf - Dakar Université Club - AS Pikine - Promu de Division 2 - NGB ASC Niarry Tally - Promu de Division 2 - Stade de Mbour - US Ouakam - Guédiawaye FC |

## Compétition
Le barème de points servant à établir les classements se décompose ainsi :
- Victoire : 3 points
- Match nul : 1 point
- Défaite : 0 point

### Première phase

#### Groupe A
| Rang | Équipe                         | Pts | J  | G | N | P | Bp | Bc | Diff |
| ---- | ------------------------------ | --- | -- | - | - | - | -- | -- | ---- |
| 1    | NGB ASC Niarry TallyP          | 32  | 16 | 9 | 5 | 2 | 19 | 9  | +10  |
| 2    | ASC HLM de Dakar               | 26  | 16 | 7 | 5 | 4 | 16 | 14 | +2   |
| 3    | AS Douanes                     | 23  | 16 | 5 | 8 | 3 | 13 | 12 | +1   |
| 4    | Dakar Université Club          | 23  | 16 | 5 | 8 | 3 | 15 | 10 | +5   |
| 5    | ASC Jeanne d'Arc               | 23  | 16 | 5 | 8 | 3 | 11 | 11 | 0    |
| 6    | ASC LinguèreT                  | 20  | 16 | 5 | 5 | 6 | 10 | 10 | 0    |
| 7    | Compagnie sucrière sénégalaise | 18  | 16 | 4 | 6 | 6 | 14 | 15 | -1   |
| 8    | ASC Port Autonome              | 13  | 16 | 3 | 4 | 9 | 13 | 18 | -5   |
| 9    | Stade de Mbour                 | 10  | 16 | 1 | 7 | 8 | 10 | 22 | -12  |

| Résultats (▼dom., ►ext.)                                   | ASCL | CSS | ASCPA | ASC HLM | ASD | SM  | NGB | ASCJA | DUC |
| ASC Linguère                                               |      | 2-2 | 1-0   | 0-1     | 0-1 | 2-1 | 0-1 | 1-2   | 0-0 |
| Compagnie sucrière sénégalaise                             | 0-2  |     | 2-1   | 0-1     | 1-1 | 2-0 | 3-0 | 0-0   | 0-1 |
| ASC Port Autonome                                          | 0-1  | 3-1 |       | 0-1     | 1-1 | 0-0 | 1-2 | 1-0   | 0-1 |
| ASC HLM de Dakar                                           | 1-0  | 0-2 | 2-1   |         | 1-1 | 2-0 | 0-2 | 1-1   | 1-1 |
| AS Douanes                                                 | 1-0  | 0-0 | 1-2   | 1-3     |     | 1-0 | 0-2 | 2-0   | 1-1 |
| Stade de Mbour                                             | 0-0  | 0-0 | 1-1   | 2-1     | 1-1 |     | 2-2 | 2-3   | 0-0 |
| NGB ASC Niarry Tally                                       | 0-0  | 0-0 | 3-1   | 2-0     | 0-1 | 2-0 |     | 0-0   | 1-1 |
| ASC Jeanne d'Arc                                           | 0-0  | 2-1 | 0-0   | 1-1     | 0-0 | 1-0 | 0-1 |       | 1-1 |
| Dakar Université Club                                      | 0-2  | 2-0 | 2-1   | 0-0     | 0-0 | 5-1 | 0-1 | 0-1   |     |
| - Victoire à domicile - Match nul - Victoire à l'extérieur |      |     |       |         |     |     |     |       |     |

#### Groupe B
| Rang | Équipe                       | Pts | J  | G | N | P | Bp | Bc | Diff |
| ---- | ---------------------------- | --- | -- | - | - | - | -- | -- | ---- |
| 1    | ASC Diaraf                   | 31  | 16 | 8 | 7 | 1 | 22 | 3  | +19  |
| 2    | Casa Sport                   | 26  | 16 | 7 | 5 | 4 | 28 | 13 | +15  |
| 3    | US Ouakam                    | 24  | 16 | 6 | 6 | 4 | 12 | 12 | 0    |
| 4    | US Gorée                     | 22  | 16 | 5 | 7 | 4 | 11 | 12 | -1   |
| 5    | ASC Yakaar                   | 20  | 16 | 6 | 2 | 8 | 12 | 31 | -19  |
| 6    | AS PikineP                   | 19  | 16 | 4 | 7 | 5 | 13 | 11 | +2   |
| 7    | Guédiawaye FC                | 18  | 16 | 4 | 6 | 6 | 11 | 15 | -4   |
| 8    | Renaissance sportive de Yoff | 16  | 16 | 3 | 7 | 6 | 14 | 16 | -2   |
| 9    | ASC Saloum                   | 14  | 16 | 3 | 5 | 8 | 8  | 18 | -10  |

| Résultats (▼dom., ►ext.)                                   | ASCD | ASCS | ASCY | Casa | GFC | RSY | ASP | USG | USO |
| ASC Diaraf                                                 |      | 3-0  | 6-0  | 2-0  | 3-0 | 1-1 | 0-0 | 1-0 | 0-0 |
| ASC Saloum                                                 | 0-1  |      | 0-1  | 1-1  | 2-0 | 1-0 | 2-0 | 1-1 | 0-1 |
| ASC Yakaar                                                 | 0-0  | 4-0  |      | 0-7  | 1-0 | 0-3 | 2-1 | 0-1 | 0-2 |
| Casa Sports                                                | 0-3  | 2-0  | 6-1  |      | 1-1 | 2-3 | 1-1 | 2-0 | 3-0 |
| Guédiawaye FC                                              | 0-0  | 2-0  | 0-1  | 0-0  |     | 1-2 | 1-0 | 2-1 | 2-3 |
| Renaissance sportive de Yoff                               | 0-0  | 0-0  | 0-0  | 0-1  | 1-2 |     | 0-0 | 0-0 | 0-1 |
| AS Pikine                                                  | 0-1  | 2-0  | 3-0  | 0-0  | 0-0 | 2-1 |     | 1-2 | 1-1 |
| US Gorée                                                   | 1-1  | 0-0  | 1-0  | 1-0  | 0-0 | 3-2 | 0-0 |     | 1-0 |
| US Ouakam                                                  | 1-0  | 0-0  | 2-0  | 0-2  | 0-0 | 1-1 | 0-2 | 0-0 |     |
| - Victoire à domicile - Match nul - Victoire à l'extérieur |      |      |      |      |     |     |     |     |     |

### Finale
| 31 juillet 2010 | NGB ASC Niarry Tally | 1 - 0 | ASC Diaraf | Stade Demba Diop, Dakar |
|                 | Badiane 72e          |       |            |                         |

| 7 août 2010 | ASC Diaraf                  | 3 - 1 | NGB ASC Niarry Tally | Stade Demba Diop, Dakar |  |
|             | Fall 19e, 84e · Soumaré 55e |       | Sy 87e               |                         |  |

## Bilan de la saison
| Championnat du Sénégal de football 2010 |                              |
| Champion                                | ASC Diaraf (11e titre)       |
| Coupes et trophées                      |                              |
| Vainqueur de la Coupe du Sénégal 2010   | ASC Touré Kounda (Ligue 2)   |
| Qualifications continentales            |                              |
| Ligue des champions de la CAF 2011      | ASC Diaraf                   |
| Coupe de la confédération 2011          | ASC Touré Kounda             |
| Coupe de l'UFOA 2011                    | NGB ASC Niarry Tally         |
| Coupe de l'UFOA 2011                    | ASC HLM de Dakar             |
| Promotions et relégations               |                              |
| Promus en Ligue 1                       | ASC Touré Kounda             |
| Promus en Ligue 1                       | ASC Dahra                    |
| Relégués en Ligue 2                     | ASC Saloum                   |
| Relégués en Ligue 2                     | Renaissance sportive de Yoff |
| Relégués en Ligue 2                     | ASC Port Autonome            |
| Relégués en Ligue 2                     | Stade de Mbour               |

## Meilleurs buteurs
|   | Buteur             | Club                  | Buts |
| - | ------------------ | --------------------- | ---- |
| 1 | Emile Paul Tendeng | Casa Sports           | 9    |
| 2 | Ousmane Anne       | ASC Port Autonome     | 7    |
| 3 | Cheikh Ndiaye      | Dakar Université Club | 6    |
|   | Abdoul Ahat Fall   | ASC Diaraf            | 6    |